# Gilberto Parlotti
Gilberto Parlotti (Zero Branco, 17 settembre 1940 – Isola di Man, 9 giugno 1972) è stato un pilota motociclistico italiano.

## Carriera

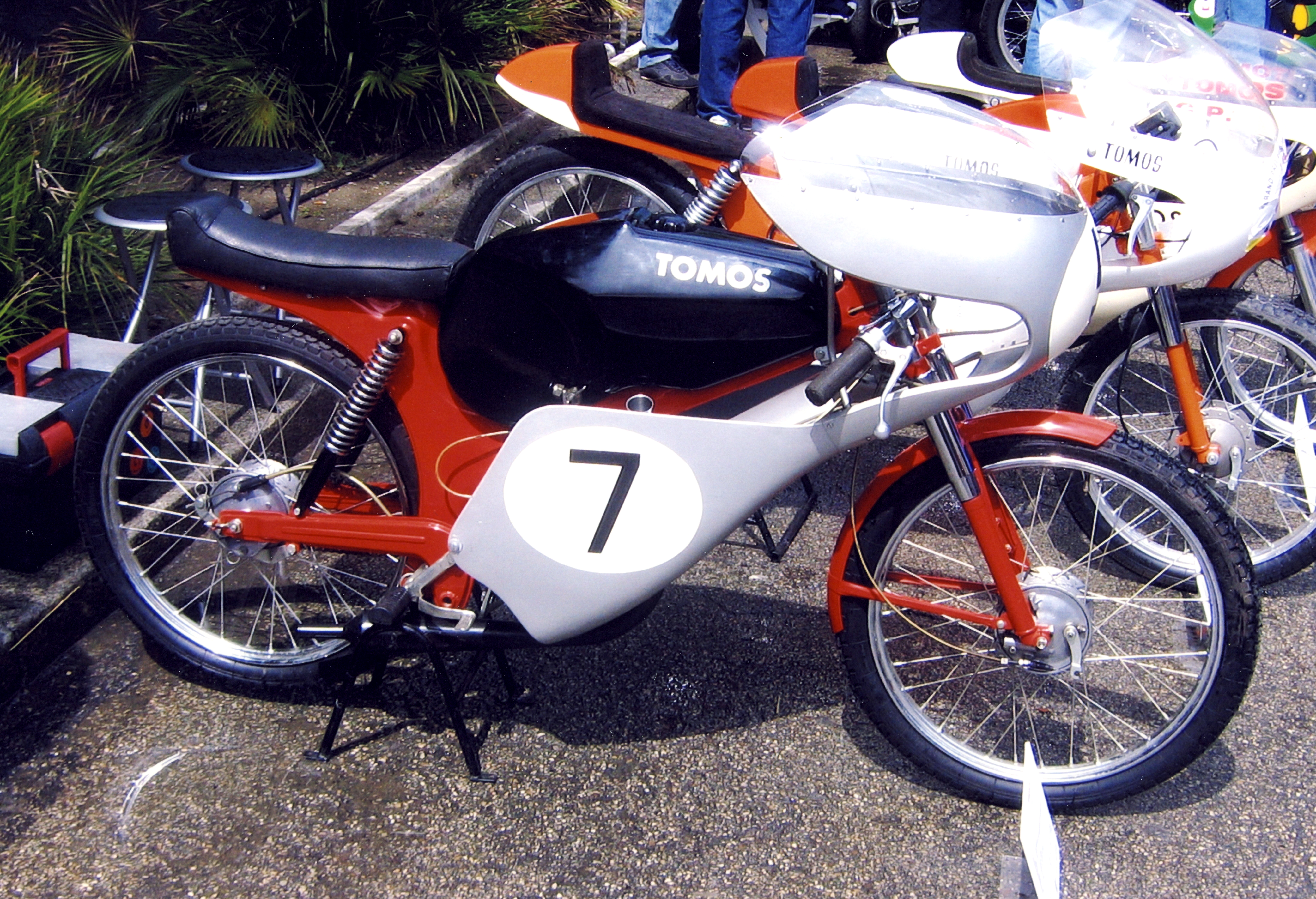
La Tomos D6S con la quale Parlotti vinse il titolo italiano classe 50 nel 1969 e nel 1970

Nato in provincia di Treviso si è trasferito con la famiglia a Trieste dove ha iniziato presto a correre nelle gincane di cui vinse il titolo nazionale italiano nel 1960. Nel 1961 acquistò una Moto Morini con cui iniziò a gareggiare nelle cronoscalate; fu proprio in occasione di una di queste che fece conoscenza con l'altrettanto giovane Giacomo Agostini con cui strinse un rapporto di profonda amicizia.
Nel 1962 fece le sue prime apparizioni nel motomondiale, per quanto senza ottenere punti validi per la classifica iridata, alla guida di una Tomos in classe 50.
Nel 1964 passò alla guida di una Moto Morini con cui ottenne buoni risultati nel Gran Premio motociclistico di Jugoslavia (a quel tempo però non inserito nel calendario del mondiale); gli anni successivi ha disputato varie corse nella Classe 125 per conquistare poi il primo titolo nazionale nel Campionato Italiano Velocità nel 1969, nella classe 50 su Tomos (ne vinse successivamente altri due, nel 1970 ancora in classe 50, nel 1971 in classe 125).
Lo stesso 1969 è quello che lo vide apparire per le prime volte nelle classifiche iridate, quella della 50 e quella della Classe 250 dove, in sella ad una Benelli raggiunge per la prima volta il podio, in Jugoslavia. Sarà quello anche il suo unico risultato con punti nella quarto di litro: Parlotti fu infatti soprattutto uno specialista delle piccole cilindrate; oltre ad avere gareggiato nella 50, i suoi migliori risultati vennero dalle gare della Classe 125.
Nel 1970 venne ingaggiato dalla Morbidelli con cui gareggiò per tre anni, fino alla morte, ottenendo la sua prima vittoria nel Gran Premio motociclistico di Cecoslovacchia del 1970.
Il motomondiale 1972 era iniziato per Parlotti sotto i migliori auspici, avendo conquistato nelle prime 4 gare delle stagione 2 primi posti, un secondo ed un terzo; alla quinta gara della stagione sull'Isola di Man ha perso però la vita in un incidente al secondo giro di gara.
In seguito alla morte di Parlotti, il pluri-iridato Giacomo Agostini, suo fraterno amico, annunciò la decisione di astenersi dal Tourist Trophy, mantenendo l'impegno fino al termine della carriera. Da questa presa di posizione del campione bergamasco, in polemica con la FIM, nacque un movimento di protesta dei piloti che portò all'esclusione del Tourist Trophy dal calendario del Motomondiale. Parlotti era il 99º pilota deceduto in gara sul Circuito del Mountain.

## Risultati nel motomondiale

### Classe 50
| 1962 | Classe | Moto  |   |   |   |   |   |   |    |   |   |   |   |  |  | Punti | Pos. |
| ---- | ------ | ----- | - | - | - | - | - | - | -- | - | - | - | - |  |  | ----- | ---- |
| 1962 | 50     | Tomos | 9 | - | - | - | - | - | NE | - | - | - | - |  |  | 0     |      |

| 1969 | Classe | Moto  |   |   |   |    |   |    |   |   |    |   |   |   |  | Punti | Pos. |
| ---- | ------ | ----- | - | - | - | -- | - | -- | - | - | -- | - | - | - |  | ----- | ---- |
| 1969 | 50     | Tomos | 4 | 5 | 4 | NE | 8 | 16 | 9 | 7 | NE | - | - | - |  | 31    | 6º   |

| 1970 | Classe | Moto  |   |     |   |    |   |   |   |   |    |   |   |   |  | Punti | Pos. |
| ---- | ------ | ----- | - | --- | - | -- | - | - | - | - | -- | - | - | - |  | ----- | ---- |
| 1970 | 50     | Tomos | 3 | Rit | - | NE | 6 | - | - | - | NE | - | - | - |  | 15    | 9º   |

| 1971 | Classe | Moto  |   |   |    |   |   |   |   |   |    |    |   |     |  | Punti | Pos. |
| ---- | ------ | ----- | - | - | -- | - | - | - | - | - | -- | -- | - | --- |  | ----- | ---- |
| 1971 | 50     | Derbi | - | - | NE | - | - | - | - | 2 | NE | NE | 3 | Rit |  | 22    | 8º   |

| Legenda | 1º posto        | 2º posto            | 3º posto            | A punti      | Senza punti        | Grassetto – Pole position Corsivo – Giro più veloce |
| Legenda | Gara non valida | Non qual./Non part. | Ritirato/Non class. | Squalificato | '-' Dato non disp. | Grassetto – Pole position Corsivo – Giro più veloce |

### Classe 125
| 1970 | Classe | Moto       |   |   |   |   |   |   |   |   |   |    |     |     |  | Punti | Pos. |
| ---- | ------ | ---------- | - | - | - | - | - | - | - | - | - | -- | --- | --- |  | ----- | ---- |
| 1970 | 125    | Morbidelli | - | - | - | - | - | - | - | 1 | - | NE | Rit | Rit |  | 15    | 11º  |

| 1971 | Classe | Moto       |   |   |   |     |     |     |     |   |   |    |   |     |  | Punti | Pos. |
| ---- | ------ | ---------- | - | - | - | --- | --- | --- | --- | - | - | -- | - | --- |  | ----- | ---- |
| 1971 | 125    | Morbidelli | 2 | 2 | - | Rit | Rit | Rit | Rit | - | - | NE | 1 | Rit |  | 39    | 8º   |

| 1972 | Classe | Moto       |   |   |   |   |     |  |  |  |  |  |  |  |  | Punti | Pos. |
| ---- | ------ | ---------- | - | - | - | - | --- |  |  |  |  |  |  |  |  | ----- | ---- |
| 1972 | 125    | Morbidelli | 1 | 1 | 2 | 3 | Rit |  |  |  |  |  |  |  |  | 52    | 5º   |

| Legenda | 1º posto        | 2º posto            | 3º posto            | A punti      | Senza punti        | Grassetto – Pole position Corsivo – Giro più veloce |
| Legenda | Gara non valida | Non qual./Non part. | Ritirato/Non class. | Squalificato | '-' Dato non disp. | Grassetto – Pole position Corsivo – Giro più veloce |

### Classe 250
| 1969 | Classe | Moto    |   |   |   |   |   |   |   |   |   |   |   |   |  | Punti | Pos. |
| ---- | ------ | ------- | - | - | - | - | - | - | - | - | - | - | - | - |  | ----- | ---- |
| 1969 | 250    | Benelli | - | - | - | - | - | - | - | - | - | - | - | 2 |  | 12    | 15º  |

| Legenda | 1º posto        | 2º posto            | 3º posto            | A punti      | Senza punti        | Grassetto – Pole position Corsivo – Giro più veloce |
| Legenda | Gara non valida | Non qual./Non part. | Ritirato/Non class. | Squalificato | '-' Dato non disp. | Grassetto – Pole position Corsivo – Giro più veloce |